# Sawsan Gabra Ayoub Khalil
Sawsan Gabra Ayoub Khalil là một kỹ sư dân sự Cơ đốc giáo Ai Cập, cô đã tích cực tham gia vào các dự án thúc đẩy sự hiểu biết về Ả Rập và Hồi giáo-Kitô giáo. Sawsan Gabra là đồng sáng lập Báo cáo Arab-West. AWR trước đây được gọi là Dịch vụ Tin tức Tôn giáo từ Thế giới Ả Rập (RNSAW) (1997), và năm 2005 đã thành lập Trung tâm Đối thoại và Dịch thuật Liên văn hóa (CIDT). Sawsan Gabra Ayoub Khalil cũng đồng sáng lập và chủ trì đầu tiên Trung tâm Hiểu biết Ả Rập-Tây (CAWU). Cả ba tổ chức đều có trụ sở tại Cairo, Ai Cập.

## Đời sống
Sawsan Gabra Ayoub Khalil sinh ra trong một gia đình Chính thống giáo Coplic năm 1963 tại Alexandria, Ai Cập. Cô học ngành kỹ thuật dân dụng tại Đại học Alexandria, Ai Cập và sau khi kết hôn với Cornelis Hulsman ở Alexandria năm 1988, cô đã đến Hà Lan và học tại Đại học Delft. Cô sống ở Hà Lan từ năm 1988 đến 1994, tham gia vào cuộc đối thoại liên văn hóa và liên tôn khi trở về Ai Cập với chồng của mình.
Sau khi trở về Ai Cập, Sawsan Gabra phát hiện ra rằng một số phương tiện truyền thông và các nhà hoạt động phương Tây đã trình bày sai sự thật liên quan đến quan hệ Hồi giáo-Kitô giáo ở Ai Cập, và cảm thấy rằng các ý kiến của Ai Cập phải được dịch để thể hiện quan điểm khác nhau đối với công chúng phương Tây. Kết quả là vào năm 1997, cô là đồng sáng lập Dịch vụ Tin tức tôn giáo từ Thế giới Ả Rập (RNSAW), tiền thân của Báo cáo Arab-West.
Sawsan Gabra đã hình thành các tiêu chí lựa chọn cho Báo cáo Arab-West  Trên cơ sở hàng ngày, Sawsan chọn các bài báo để dịch và phối hợp điều này với các dịch giả và biên tập viên. Cô cũng là thành viên của ban biên tập Báo cáo Arab-West và cung cấp đầu vào phân tích cho các bài báo viết cho Báo cáo Arab-West.
Năm 2004 Sawsan Gabra trở thành chủ tịch của những người sáng lập thành lập Trung tâm Hiểu biết về phía Tây Ả Rập với tư cách là một tổ chức phi chính phủ (NGO) của Ai Cập. Thủ tục này mất nhiều thời gian nhưng công việc của cô đã được khen thưởng vào tháng 1 năm 2008 với sự công nhận của NGO bởi Bộ Đoàn kết Xã hội Ai Cập. Do sự chậm trễ trong việc thành lập tổ chức phi chính phủ, cô đã thành lập Trung tâm đối thoại và dịch thuật liên văn hóa, công ty đã cung cấp dịch vụ dịch thuật và chỉnh sửa cho Báo cáo Arab-West hàng tuần kể từ ngày 1 tháng 1 năm 2006.
Sawsan Gabra đã tham gia vào một số báo cáo điều tra, theo đó nền tảng Chính thống giáo Coplic của cô tạo điều kiện liên lạc với các linh mục, giám mục và tổ chức Chính thống. Cô đã góp phần diễn giải các sự kiện trong bối cảnh Ai Cập. Cô đã hỗ trợ Cha xứ học giả Anh giáo Tiến sĩ John Watson trong nghiên cứu của ông cho ấn phẩm 'Thập giá biến hình; Một nghiên cứu về Cha Bīshūy Kāmil, 'và Nhà nghiên cứu đồng thời Tiến sĩ Otto Meinardus trong một số nghiên cứu của mình.
Sawsan Gabra đã lãnh đạo vào tháng 4 năm 2008 việc xây dựng một bản kiến nghị của Ai Cập với các nhà lãnh đạo và trí thức Cơ đốc giáo và Hồi giáo Ai Cập chống lại bộ phim 'Fitna' của Nghị sĩ người Hà Lan Geert Wilders được gửi tới Chủ tịch Quốc hội Hà Lan.
Sawsan Gabra Ayoub Khalil đã từng là điều phối viên quốc gia 'Công chức Thế giới' cho Ai Cập từ năm 1997, và điều phối các chuyến thăm giới trẻ của 'Công chức Thế giới' đến Ai Cập để trao đổi văn hóa. Trong công việc chuyên môn của mình, điều quan trọng là cô phải sử dụng một tiêu chuẩn trong việc đối phó với mọi người thuộc mọi tôn giáo và niềm tin.

## Báo cáo được chọn Sawsan Gabra đã đóng góp
- 'Các cuộc bỏ trốn sau khi bị cáo buộc chuyển đổi vợ của một linh mục sang Hồi giáo " "AWR, 2004, week 51, art. 13".[liên kết hỏng]
- "Không có bằng chứng về việc buộc phải chuyển đổi Kitô hữu sang Hồi giáo ở Ai Cập" "AWR, 2007, week 11, art. 2".[liên kết hỏng]
- "Báo cáo một phía về Ai Cập" "AWR, 2007, week 51, art. 3".[liên kết hỏng]
- 'Hãy xem xét sự thật về Kitô hữu ở Ai Cập' "AWR, 2007, week 51, art. 5".[liên kết hỏng]
- 'Để trở thành người biện hộ hiệu quả cho hòa bình, các biến dạng truyền thông phải được giải quyết "Quaderns de la Mediterrània, June 2007, translated and published in Arabic in al-Muntada (Jordan), issue no. 234, 2007, AWR, 2007, week 14, art. 2".[liên kết hỏng]